# Gainan Saidschushin
Gaïnan Rakhmatovitch Saïdkhoujine (en russe : Гайнан Рахматович Сайдхужин, en tatar : Гайнан Рәхмәтулла улы Сәетхуҗин / Gaynan Röxmätulla ulı Säetxucin, en anglais : Gainan Saidkhuzhin), né le 30 juin 1937 à Novossibirsk, en Russie et mort le 13 mai 2015 à Miami, est un coureur cycliste soviétique de niveau international. Vainqueur de la Course de la Paix en 1962, il a été de 1960 à 1970 un élément de continuité et un « capitaine de route » dans les équipes de l'URSS.

## Biographie
La famille de Gainan Saidschushin était originaire du Vieux Kourmanovo (Старое Курманово), village du district de Kounachak (Кунашак), dans la région de Tcheliabinsk, région centrale de l'URSS, au sud de l'Oural. Vers 1930, le père et sa famille sont déportés en Sibérie, où Gainan naît. Ils reviennent à Tchéliabinsk, où à 15 ans le jeune Saidschushin commence à travailler dans une usine métallurgique. C'est dans la section sportive de l'usine qu'il fait connaissance avec le vélo, où il est rapidement remarqué. Il fait ses débuts en compétition cycliste en 1954. En 1957, il participe à une importante course à étapes entre Moscou-Minsk-Kiev-Toula-Moscou, dont il remporte  les deux dernières étapes. En 1958, il est appelé à faire partie la sélection soviétique pour disputer le Tour d'Égypte 1958. 
Au sein de l'équipe soviétique du début des années 1960, il est reconnaissable à sa taille, plus petite, 1,71 m et 69 kg que celle des robustes Viktor Kapitonov, Youri Melikhov ou Alexeï Petrov. De plus il est brun de cheveux et porte une fine moustache. Il fait ses débuts dans la Course de la Paix en 1960. Il en est toujours membre de l'équipe d'URSS en 1970 et se retire de la compétition en 1972. En 9 participations à cette course, il figure 7 fois parmi les 10 premiers. Doté d'une certaine pointe de vitesse, qui lui aurait valu le surnom de « Darrigade soviétique », il excellait sur tous les terrains. Participant au Tour de l'Avenir en 1963, il est comme ses camarades surpris par la grande montagne. Mais il est second de l'étape Saint-Flour-Saint-Étienne, qui n'est pas une zone réputée pour sa platitude. Gainan Saidschushin vient courir en France régulièrement jusqu'en 1971 à l'occasion du Grand Prix cycliste de L'Humanité, qu'il dispute 5 fois et qu'il gagne à deux reprises.
Après son retrait de la compétition, il reprend des études d'économie à l'Université Lomonossov de Moscou, puis entreprend un doctorat d'Éducation physique, consacré à son expérience des courses à étapes, en particulier celle acquise dans la Course de la Paix. Il enseigne ensuite à l'Institut central d'Éducation physique de Moscou. Il est également commissaire international de cyclisme.
Gainan Saidschushin est marié et père de deux enfants, né en 1960 et 1967.
Apprécié comme coureur, un des plus populaires de l'URSS, il prend des responsabilités à la Fédération cycliste soviétique puis russe. Il est membre de l'Académie des sports, et s'implique dans la vie sociale de Tcheliabinsk où il a été élu au Conseil municipal.

## Palmarès

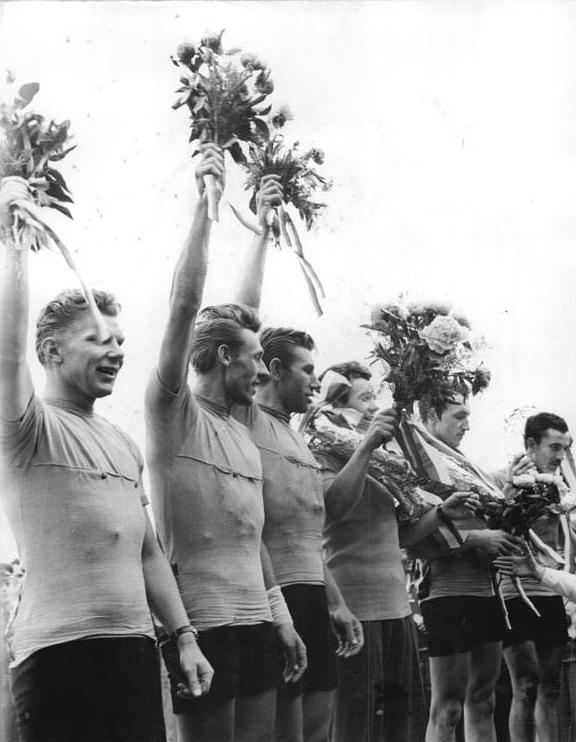
Gainan Saidschushin, à droite de la photo, au sein de l'équipe soviétique victorieuse aux classements individuels et collectifs de la Course de la Paix en 1961 et 1962

### Par années
- 1957
  -  Champion d'URSS du contre-la-montre par équipes (avec l'équipe de la République fédérative de Russie : Boris Biebenine, Anatole Jevjejev et Alexandre Ioutchkov)[8]
  - 14e et 15e étapes du Tour de l'URSS
- 1958
  - Kalinine-Leningrad-Kalinine[9]
  - 10e étape du Tour d'Égypte
- 1959
  -  Champion du contre-la-montre par équipes de la IIe Spartakiade de la République fédérative de Russie (avec Boris Biebenine, Alexandre Kulibin et Mikhaïl Markov)
  - Grand Prix Sovietski Sport
- 1960
  - Tour de Sotchi[10]
  - 3e étape de la Course de la Paix[11]
  - 2e du championnat d'URSS du contre-la-montre par équipes (avec Alexandre Pavlov, Mikhaïl Markov et Roud. Moïsseev)
- 1961
  - 4ea étape de la Course de la Paix (contre-la-montre par équipes)[12]
  - 3e du championnat d'URSS sur route
- 1962
  - Course de la Paix :
    - Classement général
    - 8e et 11e étapes (contre-la-montre par équipes)[12]

  - 2e étape du Tour du Saint-Laurent
- 1963
  -  Champion d'URSS sur route[13]
  - 2e du contre-la-montre par équipes de la IIIe Spartakiade de la République fédérative de Russie (avec Alexandre Kulibin, Krilov et Domezelov)
  -  Médaillé de bronze du championnat du monde du contre-la montre-par équipes (avec Viktor Kapitonov, Youri Melikhov et Anatoli Olizarenko)
- 1964
  - 2e du championnat d'URSS sur route
  - 5e du contre-la-montre par équipes aux Jeux olympiques de Tokyo (avec Youri Melikhov, Anatoli Olizarenko et Alexeï Petrov)
- 1965
  - Grand Prix cycliste de L'Humanité :
    - Classement général
    - 1re étape

  - 8e et 12e étapes de la Course de la Paix
- 1967
  - Grand Prix cycliste de L'Humanité :
    - Classement général
    - 2e étape

  - Tour de l'URSS
- 1968
  - 3e du Tour de Turquie[14]
- 1969
  - Tour de Turquie
- 1970
  - 5e, 6e et 8e étapes du Tour d'Irlande
  - 3e du Tour d'Irlande[15]

### Autres résultats
- 1957
  - 10e du Tour de l'URSS
- 1958
  - 10e du Tour d'Égypte
- 1959
  - 10e du Tour de l'URSS[16]
- 1960
  - 6e de la Course de la Paix
  - 30e du championnat du monde amateurs sur route
  - 34e de la course en ligne des Jeux olympiques de Rome
- 1961
  - 14e de la Course de la Paix
  - 40e du championnat du monde amateurs sur route
- 1963
  - 24e du championnat du monde amateurs sur route
  - 31e du Tour de l'Avenir[17]
- 1964
  - 41e de la course en ligne des Jeux olympiques de Tokyo
  - 55e du championnat du monde amateurs sur route
- 1965
  - 4e de la Course de la Paix[18]
  - 20e du championnat du monde amateurs sur route
- 1966
  - 6e du Grand Prix cycliste de L'Humanité
  - 29e de la Course de la Paix[12]
- 1967
  - 10e de la Course de la Paix
- 1968
  - 4e de la Course de la Paix
- 1969
  - 9e de la Course de la Paix
- 1970
  - 5e du Grand Prix cycliste de L'Humanité
  - 10e de la Course de la Paix
- 1971
  - 37e du Grand Prix cycliste de L'Humanité

## Distinctions
- 1961 :  Maître émérite des sports (cyclisme) de l'Union soviétique
- 1980 : Ordre d'honneur et d'excellence en éducation physique et en sports pour la réussite des cyclistes soviétiques aux Jeux olympiques de Moscou
- 1997 : Entraineur émérite pour le sport russe.